# Albury (Hertfordshire)
Albury es una parroquia civil y un pueblo del distrito de East Hertfordshire, en el condado de Hertfordshire (Inglaterra).

## Geografía
Según la Oficina Nacional de Estadística británica, Albury tiene una superficie de 13,06 km².

## Demografía
Según el censo de 2001, Albury tenía 537 habitantes (48,42% varones, 51,58% mujeres) y una densidad de población de 41,12 hab/km². El 22,16% eran menores de 16 años, el 72,07% tenían entre 16 y 74 y el 5,77% eran mayores de 74. La media de edad era de 38,99 años. Del total de habitantes con 16 o más años, el 20,33% estaban solteros, el 69,14% casados y el 10,53% divorciados o viudos.
El 93,67% de los habitantes eran originarios del Reino Unido. El resto de países europeos englobaban al 2,05% de la población, mientras que el 4,28% había nacido en cualquier otro lugar. Según su grupo étnico, el 96,86% eran blancos, el 2,03% mestizos, el 0,55% asiáticos y el 0,55% de cualquier otro salvo negros y chinos. El cristianismo era profesado por el 76,72%, el hinduismo por el 0,74% y el judaísmo por el 0,56%. El 17,32% no eran religiosos y el 4,66% no marcaron ninguna opción en el censo.
276 habitantes eran económicamente activos, 269 de ellos (97,46%) empleados y 7 (2,54%) desempleados. Había 209 hogares con residentes, 14 vacíos y 3 eran alojamientos vacacionales o segundas residencias.